# Ивантеевка
Ивантеевка (на руски: Ивантеевка) е град, разположен в Московска област, Русия. Населението му към 1 януари 2018 е 76 612 души.